# Кун, Брэдли
Брэдли М. Кун (англ. Bradley M. Kuhn; род.1973, Балтимор, США) — разработчик свободного программного обеспечения из США.
В настоящее время Кун является президентом Software Freedom Conservancy, ранее он был исполнительным директором. До 2010 года он был директором по связи и технологиям Правового центра свободы программного обеспечения. Ранее с 2001 до марта 2005 года он занимал пост исполнительного директора Фонда свободного ПО. В марте 2010 года он был избран в совет директоров Фонда.
Он известен своей работой по популяризации GNU General Public License как в Фонде, так и в Правовом центре; также известен как создатель списка лицензий Фонда и как разработчик GNU Affero General Public License. Он давно является сторонником развития свободного ПО через некоммерческие структуры и работает в этом направлении через Software Freedom Conservancy. В 2012 году он стал лауреатом награды от O’Reilly Media.

## Учёба и ранняя карьера
Кун учился в частной католической школе Лойола Блэйкфилд, а затем в колледже Лойола в Мэриленде, который окончил с отличием в мае 1995 года, получив бакалавра в области компьютерных наук.
Кун учился на аспирантуре в области компьютерных наук в Университете Цинциннати. Его академиком-консультантом был Джон Франко. Кун получил студенческую стипендию USENIX на свою дипломную работу, в которой исследовалась динамическая совместимость свободных языков программного обеспечения, например, с использованием порта Perl в Java Virtual Machine. Одним из членов дипломной комиссии был Ларри Уолл. Работа Куна выявила различные проблемы, связанные с использованием стековых виртуальных машин для Perl, что, в свою очередь, стало одной из причин запуска проекта Parrot.
Кун был активным участником процесса разработки Perl 6, и возглавил лицензионную комиссию проекта. Он написал все лицензии проекта.
В 1998—1999 учебном году Кун учил информатику в высшей школе Уолнат Хиллз, где также работал в лаборатории GNU/Linux, построенной самими студентами.
Во время аспирантуры Кун работал волонтёром в Фонде свободного программного обеспечения, и в январе 2000 года был нанят на неполный рабочий день в качестве помощника Ричарда Столлмана. В начале своей работы в Фонде Кун предложил создать и поддерживать страницу списка лицензий Фонда и выступал против разнообразия лицензий.
В течение этого периода Кун также стал одним из первых членов группы пользователей Linux в Цинциннати, в 1998 году входил в состав совета директоров и сделал ряд презентаций.

## Некоммерческая карьера
После высшей школы Брэдли Кун некоторое время занимался развитием проприетарного программного обеспечения. Не слишком успешный опыт в этой области был одним из причин его перехода в некоммерческую деятельность. Так в аспирантуре Кун работал только на некоммерческие организации. В конце 2000 года он был нанят на полный рабочий день в Фонд свободного ПО, и в марте 2001 года был назначен исполнительным директором. Кун начал кампанию ассоциированного членства в Фонде, формализовал GNU General Public License (GPL) в GPL Compliance Labs, подготовил контраргументы Фонда в судебном процессе против SCO, стал автором оговорки Affero в оригинальной версии AGPL, и вёл многочисленные курсы для юристов по GNU General Public License.
Кун покинул Фонд в марте 2005 года, чтобы присоединиться к учредительной команде Правового центра свободы программного обеспечения с Эбеном Могленом и Даниэлем Равишером во главе. Затем в апреле 2006 года Кун основал Software Freedom Conservancy.
И в Фонде, и в Правовом центре Кун прилагал большие усилия для обеспечения соблюдения GNU General Public License. В Правовом центре он помогал Эбену Моглену, Ричарду Столлману и Ричарду Фонтане в составление лицензией GPLv3 и руководил производством системы программного обеспечения для процесса комментариев GPLv3, называемого стет. Он решительно выступил за включение оговорки Affero в GPLv3, а затем помогал с производством AGPLv3 после того, как Фонд решил написать отдельную версию GPLv3.
До 2010 Кун был директором по связи и технологиям Правового центра свободы программного обеспечения и был президентом Software Freedom Conservancy. В октябре 2010 года он стал первым исполнительным директором SFC. После смены руководства он занимает должность президента и почётного технолога, в то время как исполнительным директором стала Карен Сандлер.
В 2010 году Кун вместе с Аароном Уильямсоном, Грациано Сорбайоли и Денисом Карикли основали проект Replicant, направленный на замену проприетарных компонентов Android аналогичным бесплатным программным обеспечением. Кун зарегистрировал домен Replicant.us.
С октября 2010 года Кун вместе с Сэндлер организовал проект Free as in Freedom, который охватывает правовые, политические и другие аспекты свободного ПО. Кун и Сандлер ранее уже пытались совместно организовать подобный проект, он назывался Software Freedom Law Show.
20 марта 2021 года стал лауреатом премии Free Software Award за 2020 год.

## Покер
Кун — заядлый игрок в покер и профессионально играл в 2002—2007 годах. В январе 2008 года он стал одним из соавторов PokerSource, системы онлайн-покера, написанной и поддерживаемой Лоиком Дечэри.